# فردریک لا اولمستد جونیور
فردریک لا اولمستد جونیور (انگلیسی: Frederick Law Olmsted Jr.; ۲۴ ژوئیهٔ ۱۸۷۰ – ۲۵ دسامبر ۱۹۵۷) معمار منظر، استاد دانشگاه و برنامه‌ریز شهری اهل ایالات متحده آمریکا بود.